# CRO Race
La CRO Race, anteriormente conocida como Tour de Croacia, es una carrera ciclista profesional por etapas disputada en Croacia. 
La carrera se creó en 1994 y desde su creación y hasta 1999 fue una competencia de categoría amateur. En el año 2000 la carrera se convirtió en una prueba profesional en categoría 2.5 y así mismo mantuvo esta categoría en el año 2001. Desde el año 2002 al año 2006 no se realizó la prueba a excepción de una carrera en 2003 de categoría júnior en la que se impuso el ciclista esloveno Grega Bole.
En 2007 se realizó una nueva edición, esta vez como carrera de categoría 2.2, luego de la cual no se volvería a realizar la prueba durante 7 años entre 2008 y 2014. En el año 2015, regresó como parte del UCI Europe Tour como carrera de categoría 2.1, para ascender en el año 2018 a categoría 2.HC (máxima categoría de los circuitos continentales). En 2019 regresó a la categoría 2.1 así como el cambio de nombre y de fechas, pasando a disputarse en el mes de octubre.

## Palmarés
| Año                               | Ganador             | Segundo              | Tercero             |
| --------------------------------- | ------------------- | -------------------- | ------------------- |
| ediciones amateur                 |                     |                      |                     |
| 1994                              | Veceslav Orel       |                      |                     |
| 1995                              | Iztok Melanšek      |                      |                     |
| 1996                              | Sandi Papež         |                      |                     |
| 1997                              | Andréi Mizúrov      |                      |                     |
| 1998                              | Vladimir Miholjević | Bogdan Ravbar        | Robert Bartko       |
| 1999                              | Gregor Tekavec      | Hrvoje Bosnjak       | Joachim Ladler      |
| ediciones profesionales           |                     |                      |                     |
| 2000                              | Martin Derganc      | Igor Kranjec         | Vladimir Miholjević |
| 2001                              | Simone Mori         | Michael Rasmussen    | Hrvoje Miholjević   |
| 2002-2006 ediciones no realizadas |                     |                      |                     |
| 2007                              | Radoslav Rogina     | Matej Stare          | Mitja Mahorič       |
| 2008-2014 ediciones no realizadas |                     |                      |                     |
| 2015                              | Maciej Paterski     | Primož Roglič        | Sylwester Szmyd     |
| 2016                              | Matija Kvasina      | Jesper Hansen        | Víctor de la Parte  |
| 2017                              | Vincenzo Nibali     | Jaime Rosón          | Jan Hirt            |
| 2018                              | Kanstantsín Siutsou | Pieter Weening       | Yevgeniy Gidich     |
| 2019                              | Adam Yates          | Davide Villella      | Víctor de la Parte  |
| 2020 edición no realizada         |                     |                      |                     |
| 2021                              | Stephen Williams    | Markus Hoelgaard     | Mick van Dijke      |
| 2022                              | Matej Mohorič       | Jonas Vingegaard     | Oscar Onley         |
| 2023                              | Orluis Aular        | Alexander Kristoff   | Ethan Hayter        |
| 2024                              | Brandon McNulty     | Tobias Lund Andresen | Fred Wright         |
| 2025                              |                     |                      |                     |

Nota: En la edición de 2017 fue inicialmente segundo Jaime Rosón pero fue desposeído de dicha posición tras haber sido sancionado por dopaje en febrero de 2019 implicando la suspensión de sus resultados desde enero de 2017 hasta junio de 2018.

## Palmarés por países
| País           | Victorias | Último vencedor             |
| -------------- | --------- | --------------------------- |
| Eslovenia      | 5         | Matej Mohorič en 2022       |
| Croacia        | 3         | Matija Kvasina en 2016      |
| Italia         | 2         | Vincenzo Nibali en 2017     |
| Reino Unido    | 2         | Stephen Williams en 2021    |
| Moldavia       | 1         | Veceslav Orel en 1994       |
| Kazajistán     | 1         | Andréi Mizúrov en 1997      |
| Polonia        | 1         | Maciej Paterski en 2015     |
| Bielorrusia    | 1         | Kanstantsín Siutsou en 2018 |
| Venezuela      | 1         | Orluis Aular en 2023        |
| Estados Unidos | 1         | Brandon McNulty en 2024     |

En negrilla corredores activos.